# Microstylum flaviventre
Microstylum flaviventre är en tvåvingeart som beskrevs av Macquart 1850. Microstylum flaviventre ingår i släktet Microstylum och familjen rovflugor. Inga underarter finns listade i Catalogue of Life.